# Xã Grass Lake, Quận Burleigh, Bắc Dakota
Xã Grass Lake (tiếng Anh: Grass Lake Township) là một xã thuộc quận Burleigh, tiểu bang Bắc Dakota, Hoa Kỳ. Năm 2010, dân số của xã này là 69 người.